# Josep Estruch Batlle
Josep Estruch Batlle (Belianes, Urgell, 19 d'agost de 1923 - Barcelona, Barcelonès, 19 de febrer de 2002) va ser un metge especialitzat en medicina de l'educació física i l'esport.
Va fer els seus estudis de Medicina a l'Hospital Clínic de la Universitat de Barcelona durant els anys 1941 i 1948, i es va llicenciar en Medicina i Cirurgia l'any 1948 per aquesta Universitat. Des del 1959 es dedicà especialment a la Medicina de l'Esport. A l'Institut Escola, on va estudiar, es va iniciar a la pràctica del bàsquet. Amant dels esports, Estruch s'enrolà a l'esport universitari i practicà l'handbol i el bàsquet. També practicà l'excursionisme. Inicialment, es dedicà a la medicina social, però aviat s'interessà per la medicina de l'esport, en la qual s'inicià l'any 1953 en el Centre del passatge Permanyer amb el Dr. Jesús Galilea Muñoz, i després de cursar l'especialització obtingué la titulació el 1964. Des d'aleshores el seu nom ha estat present en tots els esdeveniments relacionats amb la medicina i l'esport.
L'any 1961 fundà a Barcelona el Centre Juvenil de Medicina Esportiva, que fou el primer centre de medicina de l'esport de l'Estat per a facilitar el control mèdic de tots els esportistes de l'època. L'any següent col·laborà en la creació del Centre d'Investigació Medicoesportiva de la residència Joaquim Blume. Fou el primer director de la revista Apuntes de Medicina Deportiva, una publicació fundada conjuntament amb Jesús Galilea el 1964. Estruch va esdevenir una peça clau en la creació, manteniment i consolidació de l'especialitat, juntament amb el Dr. Balius i el recordat Dr. Castelló.
Va col·laborar també en la fundació de l'Institut Nacional d'Educació Física de Catalunya (INEFC) l'any 1975, i hi participà com a professor en l'àrea de ciències mèdiques i com a director del Centre d'Investigació de Medicina de l'Esport. El 1983 fou nomenat director del Centre de Medicina de l'Esport que ell mateix havia fundat l'any 1961. També fou president de la Societat Catalana de Medicina de l'Esport. Quan es fundà l'Escola de Medicina de l'Educació Física i l'Esport de la Universitat de Barcelona el 1987, Estruch tingué la responsabilitat de l'àrea d'alimentació. Fou membre de la junta gestora encarregada de conduir la Societat Catalana de la Medicina de l'Esport durant el primer any d'existència i n'ostentà la vicepresidència entre els anys 1985 i 1987. També formà part de la Federación Española de Medicina Deportiva, participant activament en els congressos. A través de la seva tasca com a metge, fonamentalment orientada a la dietètica esportiva i a tot allò referit a l'alimentació, va publicar nombrosos articles i monografies: Alimentación y deporte i Esquemas de alimentación deportiva (1975), que van ser uns referents en la formació de molts metges.

## Reconeixements
- Premi “Dr. August Castelló Roca” que valora la trajectòria humana i científica en el camp de la medicina de muntanya (1997)[2]
- Membre honorari de la FEMEDE[2]
- Membre d'honor de la Societat Espanyola de Medicina de l'Esport[4]